# Франческо II Мария Сфорца
Франческо Мария Сфорца (итал. Francesco Maria Sforza; 4 февраля 1495 — 24 октября 1535) — последний герцог Милана. Чтобы отличать от первого миланского герцога Франческо Сфорца, его называют «Франческо II».

## Биография
Франческо был сыном Лодовико Сфорца и Беатриче д’Эсте. Когда во время Второй итальянской войны его отец был изгнан из Милана, то взял Франческо с собой ко двору императора Максимилиана I, который был женат на его кузине Бьянке. Франческо была уготована духовная карьера.
Лодовико Моро попал в плен к французам и умер в 1508 году. В 1525 году император Карл V отвоевал Милан и сделал Франческо герцогом как последнего представителя рода Сфорца.
Франческо стал герцогом страны, разорённой двумя десятилетиями войн, и принялся за её восстановление. В 1526 году он присоединился к Коньякской лиге, воевавшей с Францией, и был осаждён в Кастелло Сфорцеско.
4 мая 1534 года он женился на малолетней Кристине Датской, дочери короля Дании Кристиана II и Изабеллы Габсбургской.
В 1535 году он умер, не оставив наследника. Его смерть привела к Итальянской войне 1536—1538 годов. Его единокровный брат Джованни Паоло объявил о восстановлении Миланского герцогства, однако вскоре умер при таинственных обстоятельствах.